# Rutschkupplung
Eine Rutschkupplung ist eine selbsttätig drehmomentschaltende Sicherheitskupplung, die Teile von Anlagen vor Beschädigung schützt.

## Definition und Abgrenzung

Symbol einer Rutschkupplung

- Von Rutschkupplung im engeren Sinne spricht man, wenn neben der einleitenden Definition die Sicherheitskupplung auf eine Reibkupplung aufbaut, also ein Kraftschluss vorliegt.
- Eine Rutschkupplung liegt auch im umgekehrten Normalfall vor, wenn die Kupplung also nicht trennt, sondern bei Anliegen eines definierten Drehmomentes schließt.

Unter dem gleichen Aspekt (drehmomentschaltende Sicherheitskupplung) gibt es auch noch
- Sperrkörperkupplungen (Formschluss) → z. B. federbelastete Kugeln, Bolzen oder Klauen, die bei Erreichen eines Grenzdrehmomentes aus korrespondierenden Nuten reversibel herausrutschen
- Brechbolzenkupplungen (Formschluss) → Bolzen brechen bei Erreichen des Grenzdrehmomentes irreversibel
- hydrodynamische oder elektrodynamische Kupplungen.

Siehe dazu den Hauptartikel: Kupplung

### Funktion
Die Rutschkupplung als ein Bauteil (der Mechanik) ist zwischen zwei Wellen angeordnet. Bei Erreichen eines definierten Drehmoments trennt oder verbindet die Kupplung ohne äußeren (fremden) Einfluss; beim Trennen kommt es zum "Durchrutschen" der einen Welle gegenüber der anderen, daher der Name dieser Kupplungsart. So können die Wellen neben dem Gleichlauf auch mit unterschiedlicher Drehzahl laufen, bis hin zum Stillstand einer Welle.

### Ausführungen
Prinzipiell sind alle Reibkupplungen auch Rutschkupplungen. Für den notwendigen Aspekt der Sicherheitskupplung ist dabei eine (einstellbare) Kupplungskraft und daraus resultierend das definierte Drehmoment wichtig. Funktional sinnvoll ist eine flache Kraftkennlinie (der Kupplung), damit bei Verschleiß der Kupplung keine zu große Abweichung des abzusichernden Drehmomentes resultiert. Darüber hinaus sollte die Rutschkupplung auf Schlupf im Normalbetrieb (geschlossen) kontrolliert bzw. abgesichert werden.
Als Bauform werden abhängig vom Einsatzzweck Ein-, Zwei- oder Mehrscheiben-(Lamellen-)Kupplungen verwendet.
Eine Sonderform ist die Magnetkupplung, die sowohl als Scheibenkupplung als auch als Magnetpulverkupplung ausgeführt werden kann.

## Anwendungen und Beispiele
Prinzipiell werden Rutschkupplungen dort eingesetzt, wo (aufgrund der Systemtrennung durch die Kupplung) Überlastung von Maschinenelementen oder Verletzungen von Personen vermieden werden sollen.
Ein Beispiel ist der Einsatz als Material- oder Arbeitsschutzmaßnahme, indem sie durchrutschen, wenn ein Körperteil, ein Kleidungsstück oder (allgemein) zu schonendes Material in eine Maschine gelangt. Diese Funktion kann jedoch nur in Bereichen eingesetzt werden, in denen das Arbeitsdrehmoment so gering ist, dass die Kupplung im normalen Betrieb nicht durchrutscht. 
Im industriellen Einsatz sind Rutschkupplungen in der Regel über elektromechanische oder elektronische Schalter (sensorgesteuert) mit einer Regelung kombiniert, die bei Stillstand oder beim Unterschreiten der Solldrehzahl auf der Abtriebsseite (Kupplung rutscht durch) den Antrieb stoppt.
Auch im Kraftfahrzeug kommen Rutschkupplungen zum Einsatz:
- bei elektrischen Fensterhebern als einfachster mechanischer Einklemmschutz
- die Kupplung ist im weitesten Sinne als Rutschkupplung ausgelegt: (Motor/Getriebe-Abtriebsstrang-Räder)
- als Anti-Hopping-Kupplung in Motorrädern
- bei Sonderausführungen (z. B. Gelände, Rennen) als variable Sperrdifferentiale, um (meist variable) Drehmomente an einer durchdrehenden Welle bereitzustellen bzw. auf die andere Achse umzuleiten (Lamellen-Sperrdifferential).

Beim Tonbandgerät sorgt die Rutschkupplung des rechten Bandtellers lediglich für das leichte Aufwickeln des Bandes, während der eigentliche Bandantrieb über Tonwelle und Andruckrolle erfolgt. Dadurch bleibt die Bandgeschwindigkeit trotz des veränderlichen Wickeldurchmessers immer gleich.
Bei der Automatikuhr verhindert die Rutschkupplung ein Überdrehen der Zugfeder durch den Rotor.
In Akku-Bohrschraubern, bei denen die Rutschkupplung variabel einstellbar ist. Damit wird verhindert, dass die Schrauben zu stark angezogen und Schraubenköpfe oder Bits beschädigt werden.
Bei einem funkferngesteuerten Modellauto mit Elektroantrieb dient die Rutschkupplung („Slipper“) nicht nur dem Schutz des Antriebes, sondern in erster Linie dazu, die Beschleunigung und Kontrollierbarkeit des Modelles auf rutschigen Untergründen zu verbessern. Die Wirkung der Rutschkupplung und damit das maximal übertragbare Drehmoment wird über die Vorspannung einer Druckfeder eingestellt. In der Rutschkupplung verbaute Kunststoffscheiben sind so gestaltet, dass sie sich beim Durchrutschen der Kupplung ausdehnen, so dass das übertragbare Drehmoment mit zunehmender Durchrutschzeit stark ansteigt, d. h. die Kupplung zupackt.